# Ankō Itosu
Yasutsune Itosu, plus connu sous le nom de Ankō Itosu (糸洲安恒, Itosu Ankō), est le « véritable père » du karaté moderne, bien que ce même titre soit souvent attribué à Gichin Funakoshi qui rendra le karaté populaire à travers tout le Japon.

## Biographie
L'année de naissance d'Itosu serait selon différentes sources 1830, 1831 ou 1832 et on sait qu'il mourut en 1915.
Bien qu'il n'ait pas inventé le karaté, sa codification des kata qu'il apprit de son maître Sokon Matsumura et la large dissémination de son enseignement chez des maîtres de diverses traditions en font une figure de proue du karaté, si bien que n'importe quel instructeur de karaté (sauf pour les écoles issues des styles Goju-ryu et Uechi-ryu) peut remonter la lignée de ses maîtres jusqu'à quelqu'un qui fut élève d'Itosu.
Le style de karaté d'Itosu fut bien vite connu sous le nom d'itosu-ryū en reconnaissance de son adresse et sa maîtrise. Sa réputation lui valut également le surnom de "Poings sacrés".
Parmi les disciples d'Itosu se trouvent notamment le célèbre Gichin Funakoshi, fondateur du karaté shōtōkan. Un autre élève influent d'Itosu fut le maître de Shorin-ryū Chibana Shōshin. Ce dernier est considéré comme le successeur d'Itosu. Par ailleurs, tant Kenwa Mabuni (fondateur du Shitō-ryū) que Chōjun Miyagi (fondateur du gōjū-ryū) furent influencés par Itosu, quoique Miyagi soit souvent jugé plus proche du style de Kanryō Higaonna (ou Higashionna).
Ankō Itosu fut secrétaire du dernier roi de Ryūkyū avant que le Japon n'abolisse la monarchie d'Okinawa en 1879. En 1901, il fut à la base de l'introduction du karaté dans le programme scolaire des écoles d'Okinawa et créa les pinans comme base d'apprentissage pour les écoliers, estimant que les autres formes (kata en japonais, hyung ou poomse en coréen) étaient trop compliquées à apprendre. Les cinq pinans furent dérivés de deux katas plus anciens : Kushanku (en coréen kong sang koon) et Chiang Nan (en coréen Jae Nam). C'est aussi Itosu qui a décomposé le long kata Naihanchi (ou Naifanshi, Tekki au Japon) original en ses 3 formes actuelles bien connues que sont Naihanchi Shodan, Naihanchi Nidan et Naihanchi Sandan [réf. nécessaire]. Anko Itosu est considéré comme une des figures majeures du karaté Shuri-Te-Shorin-ryu.

## Les 10 Préceptes du karaté (Tode Jukun)
En octobre 1908, Itosu écrira Les 10 préceptes du karaté (Tode Jukun), lettre très influente qui dépassera les frontières d'Okinawa pour atteindre le cœur du Japon et attirer l'attention du Ministre de l'Education et du Ministre de la Guerre.
Voici une traduction de cette lettre :

« Les 10 préceptes du karaté
Le karaté ne s'est pas développé à partir du Bouddhisme ou du Confucianisme. Dans le passé, les enseignements des écoles Shorin et Shorei furent importés de Chine à Okinawa. Ces deux écoles ont chacune leurs points forts que je mentionnerai maintenant avant qu'il n'y ait trop de changements :
1. On ne pratique pas le karaté uniquement pour son propre bénéfice : il peut être utilisé pour se protéger ou protéger sa famille ou son maître. Il n'est pas conçu pour être utilisé contre un seul assaillant mais comme une manière d'éviter un combat dans l'éventualité d'une rencontre malencontreuse avec un bandit ou une personne mal intentionnée.
2. Le but du karaté est de rendre les muscles et les os durs comme le roc et d'utiliser les mains et les jambes comme des lances. Si les élèves commençaient à pratiquer le To-te ('Main de Chine') à l'école primaire, ils deviendraient de bonnes recrues militaires. Rappelez-vous de ces mots prononcés par le Duc de Wellington après sa victoire sur Napoléon : « Notre victoire d'aujourd'hui s'est faite dès nos cours d'école. »
3. Le karaté ne s'apprend pas rapidement. Comme un taureau se déplaçant avec lenteur, il réussit à parcourir des milliers de kilomètres. Celui qui s'entraîne chaque jour avec assiduité pendant 3 à 4 années arrivera à comprendre le karaté. Ceux qui s'entraînent de cette manière découvriront le karaté.
4. En karaté, l'entraînement des mains et des pieds est primordial. L'entraînement au makiwara (ou poteau de frappe) doit être approfondi. Pour ce faire, relâchez les épaules, ouvrez les poumons, retenez votre force, agrippez le sol avec vos pieds et descendez votre énergie vers votre abdomen inférieur (hara). Pratiquez en utilisant chaque bras cent à deux cents fois par jour.
5. Quand on pratique les positions de To Te, il faut s'assurer de garder le dos droit, les épaules basses, mettre la force dans les jambes, assurer une position ferme et abaissez son énergie dans l'abdomen.
6. Entraînez vous à ces techniques de manière répétée en en dispensant l'usage par la parole. Apprenez-en bien les applications et la manière et le moment de les appliquer quand c'est nécessaire. Pénétrez la défense, contrez, relâchez est la règle du torite (lâcher la main).
7. Vous devez décider si le karaté est pour votre santé ou pour vous aider dans votre devoir.
8. Quand vous vous entraînez, faites-le comme si vous étiez sur le champ de bataille. Votre regard doit être assuré, les épaules relâchées et le corps se durcir. Il faut toujours s'entraîner avec intensité et concentration (zanshin); ce faisant, vous serez naturellement prêt.
9. Il ne faut pas se sur-entraîner, cela provoquerait une perte d'énergie du bas-ventre et endommagerait votre corps. Votre visage et vos yeux rougiront. Entraînez-vous de manière avisée.
10. Dans le passé, les maîtres de karaté ont vécu vieux. Le karaté aide à développer les os et les muscles. Il aide à la digestion et à la circulation. Si le karaté était introduit dès l'école primaire (élémentaire) dans le programme scolaire, il produirait nombre d'hommes capables de vaincre dix assaillants. J'affirme avec conviction qu'on peut y arriver en enseignant le karaté à tous les élèves de l'école d'instituteurs d'Okinawa. Dès lors, ils pourront ensuite enseigner ce qu'ils auront appris après avoir obtenu leur diplôme. Je crois que ce serait un grand bénéfice pour notre nation et notre armée. J'espère que vous considèrerez ma suggestion avec la plus grande attention. »

— Anko Itosu, Octobre 1908